# Anacroneuria tejon
Anacroneuria tejon is een steenvlieg uit de familie borstelsteenvliegen (Perlidae). De wetenschappelijke naam van de soort is voor het eerst geldig gepubliceerd in 1999 door Baena & Stark.